# 1163

## Събития
- Започва строителството на катедралата Света Богородица в Париж.